# Oney Tapia
Oney Tapia (L'Avana, 27 febbraio 1976) è un atleta paralimpico italiano, di origine cubana, specializzato nel lancio del disco e nel getto del peso.

## Biografia
Giocatore di baseball, si trasferisce in Italia nel 2002 per fare il lanciatore nell'Old Rags Lodi e nel Montorio Veronese; successivamente inizia a giocare anche a rugby lavorando contemporaneamente come giardiniere.
È durante tale attività che, nel 2011, viene colpito da un grosso ramo al capo e perde la vista. Inizia quindi a giocare a goalball e torball con gli "Omero Runners Bergamo" e, nel 2013, si avvicina al mondo dell'atletica leggera paralimpica, specializzandosi nel lancio del disco e nel getto del peso.
A ottobre del 2013 diviene primatista nazionale nel lancio del disco nella categoria F11 con 30,99 m, record che infrangerà due anni dopo arrivando al vertice del ranking mondiale 2015 con un 40,26 m ottenuti ai campionati italiani di Cernusco sul Naviglio. Entrato in nazionale ottiene un tredicesimo posto ai Mondiali paralimpici di Doha del 2015, la medaglia d'oro nel lancio del disco e un quinto posto nel getto del peso agli Europei paralimpici di Grosseto del 2016 e, infine, la medaglia d'argento, sempre nel disco, ai Giochi paralimpici di Rio de Janeiro dello stesso anno.
Nel 2017 partecipa e vince il talent show Ballando con le stelle in coppia con Veera Kinnunen.
Il 23 agosto 2018 agli Europei paralimpici di Berlino vince la medaglia d'oro nel lancio del disco F11, stabilendo anche il nuovo record mondiale con la misura di 46,07 m. Nel 2019 conquista la medaglia d'argento ai Mondiali paralimpici di Dubai nel lancio del disco F11.
Ai Giochi paralimpici di Tokyo conquista due podi, vincendo la medaglia di bronzo sia nel getto del peso (dove stabilisce il proprio record personale) sia nel lancio del disco.
Nel 2024 vince il primo oro iridato, sempre nel lancio del disco F11, ai Mondiali paralimpici di Kobe, con la misura di 42,72 m. Questo successo e la misura riportata gli permettono di qualificarsi ai XVII Giochi paralimpici estivi di Parigi, dove vince la medaglia d'oro (la sua prima nella competizione) nel lancio del disco F11.

## Palmarès
| Anno | Manifestazione       | Sede           | Evento               | Risultato | Prestazione | Note                          |
| ---- | -------------------- | -------------- | -------------------- | --------- | ----------- | ----------------------------- |
| 2016 | Europei paralimpici  | Grosseto       | Lancio del disco F11 | Oro       | 42,56 m     | Record dei campionati         |
| 2016 | Giochi paralimpici   | Rio de Janeiro | Lancio del disco F11 | Argento   | 40,89 m     |                               |
| 2018 | Europei paralimpici  | Berlino        | Getto del peso F11   | Oro       | 12,48 m     |                               |
| 2018 | Europei paralimpici  | Berlino        | Lancio del disco F11 | Oro       | 46,07 m     | Record mondiale               |
| 2019 | Mondiali paralimpici | Dubai          | Lancio del disco F11 | Argento   | 42,50 m     |                               |
| 2021 | Giochi paralimpici   | Tokyo          | Getto del peso F11   | Bronzo    | 13,60 m     | Miglior prestazione personale |
| 2021 | Giochi paralimpici   | Tokyo          | Lancio del disco F11 | Bronzo    | 39,52 m     |                               |
| 2024 | Mondiali paralimpici | Kōbe           | Lancio del disco F11 | Oro       | 42,76 m     |                               |
| 2024 | Giochi paralimpici   | Parigi         | Getto del peso F11   | 7º        | 12,12 m     |                               |
| 2024 | Giochi paralimpici   | Parigi         | Lancio del disco F11 | Oro       | 41,92 m     |                               |